# Falsalarma
Falsalarma és un grup de Hip Hop originari del barri de les Termes de Sabadell (Vallès Occidental) format per: DJ Neas (DJ), Dycache Santiago (productor) i els germans El Santo (David Navarro Romero, Mc) i Titó (Ángel Navarro Romero, Mc).
Va treure el seu primer Maxi Senzill el 2000, editat per la discogràfica Avoid Records i titulat No hay quien nos pare.
Els dos principals components del grup, El Santo i Titó, van treure dos Maxi senzills per separat el 2004. L'any següent treuen el segon disc de llarga durada, titulat Alquimia. L'octubre del 2005 surt a la venda un DVD en directe del grup, gravat a un concert realitzat a Madrid. El mateix any creen un senzill per a la versió espanyola del videojoc Need for Speed: Most Wanted El tercer àlbum de llarga durada es va publicar el 30 d'abril del 2008, amb el nom de Ley de vida i en 2011, Dramática

## Discografia
- "La revolución del sonido" (Maqueta) (1997)
- "No hay quien nos pare" (Maxi senzill) (Avoid Records,[3] 2000)
- "La misiva"[7] (àlbum) (Avoid Records, 2002)
- "Alquimia"[8] (àlbum) (BoaCor,[9] 2005)
- "BSO Need for Speed: Most Wanted" (Maxi senzill) (2005)
- "Alquimia Tour 2005" (DVD) (BoaCor, 2006)
- "Mar de dudas" (Maxi senzill) (BoaCor, 2007)
- "Ley de vida"[10] (àlbum) (Falsalarma Records, 2008)
- "Dramática" (LP) (2011)
- "La memoria de mis pasos" (LP) (2018)
- "Oro y Arena" (LP) (2019)